# Осадчий, Алексей Павлович
Алексе́й Па́влович Оса́дчий (1904, Кривой Рог, Херсонская губерния — не позднее 1985) — советский хозяйственный, государственный и политический деятель, полковой комиссар.

## Биография
Родился в 1904 году в Кривом Роге. Член КПСС.
С 1920 года — на хозяйственной, общественной и политической работе. В 1920—1950 годах — на хозяйственной, советской и партийной работе в Кривом Роге и Белорусской ССР, 1-й секретарь Лидского уездного комитета КП(б) Беларуси, 1-й секретарь Лидского районного комитета КП(б) Беларуси, 2-й секретарь Гомельского областного комитета КП(б) Беларуси, начальник Политического отдела 37-й армии, заместитель, и. о. начальника Политического отдела 33-й армии, секретарь Витебского областного комитета КП(б) Беларуси.
Избирался депутатом Верховного Совета Белорусской ССР 1-го созыва.
Умер до 1985 года.